# Agamodon compressus
Espèce
Agamodon compressus est une espèce d'amphisbènes de la famille des Trogonophiidae.

## Répartition
Cette espèce est endémique de Somalie.

## Publication originale
- Mocquard, 1888 : Sur une collection de reptiles et de batraciens rapportés des pays comalis et de Zanzibar par M. G. Révoil. Mémoires Publies par la Société Philomathique a l’occasion du Centenaire de sa fondation 1788-1888, p. 109-134.